# Jakob Boëthius
Jakob Boëthius, född 25 november 1647 i Kila, död 23 februari 1718 i Kolbäck, var präst och kyrkoherde i Mora församling i Västerås stift och rektor vid Västerås gymnasium.

## Biografi
Boëthius blev efter omfattande studier filosofie magister vid Uppsala universitet 1682, och prästvigdes samma år. Redan från 1681 hade han varit lärare vid gymnasiet i Västerås, men tillträdde 1693, efter att redan utnämnts som kyrkoherde i Mora, och blev 1694 prost. Boëthius var en from och religiöst hängiven präst, något som fick honom att anse sig kallad att ifrågasätta det kungliga enväldet över kyrkan, då främst syftande på 1686 års kyrkolag.   
I detta syfte insände han till kungliga rådet Nils Gyldenstolpe en skrivelse att överlämnas till kungen. I samma brev kritiserade han även myndigförklarandet av den unge Karl XII. För detta häktades han och dömdes den 20 juli 1698 till döden och avsattes från sitt ämbete. Straffet omvandlades till en livstids dom och Boëthius blev förd till Nöteborg i Finland. Under Stora ofreden blev staden invaderad av ryssarna som erbjöd honom beskydd, men han tackade nej med motiveringen "Jag är en fånge av Sverige", han blev då förd till Viborg. 1704 beslöt kungen att försätta honom på fri fot, men han betackade sig och skrev ett långt brev till kungen klagade på "detta förbannade fransöska väsende och souveraineté, de kalla" och hotade kungen med Guds tuktan och ett blodigt slut. Den 10 augusti 1705 förflyttades han till Danvikens hospital där han blev kvar året ut. Han benådades slutligen 1710 vid 63 års ålder. 
Han finns representerad som psalmförfattare i Den svenska psalmboken 1986 med ett verk, nummer 42, vilken också ingick i 1937 års psalmbok med ytterligare en psalmöversättning, nummer 168.

### Psalmer
- Ack! Herre Gud i höjden bor (1695 nr 309)
- Se, Jesus är ett tröstrikt namn, (1695 nr 143, Herren Lever 1977 nr 824, 1986 nr 42) bearbetning 1694 av Haquin Ausius text.
- Sion klagar med stor smärta, (1695 nr 289, 1937 nr 168) översättning 1694 av verserna 1–4 och 7 från tyska.
- Menniskia ästu så högfärdig